# Eugen von Rodiczky

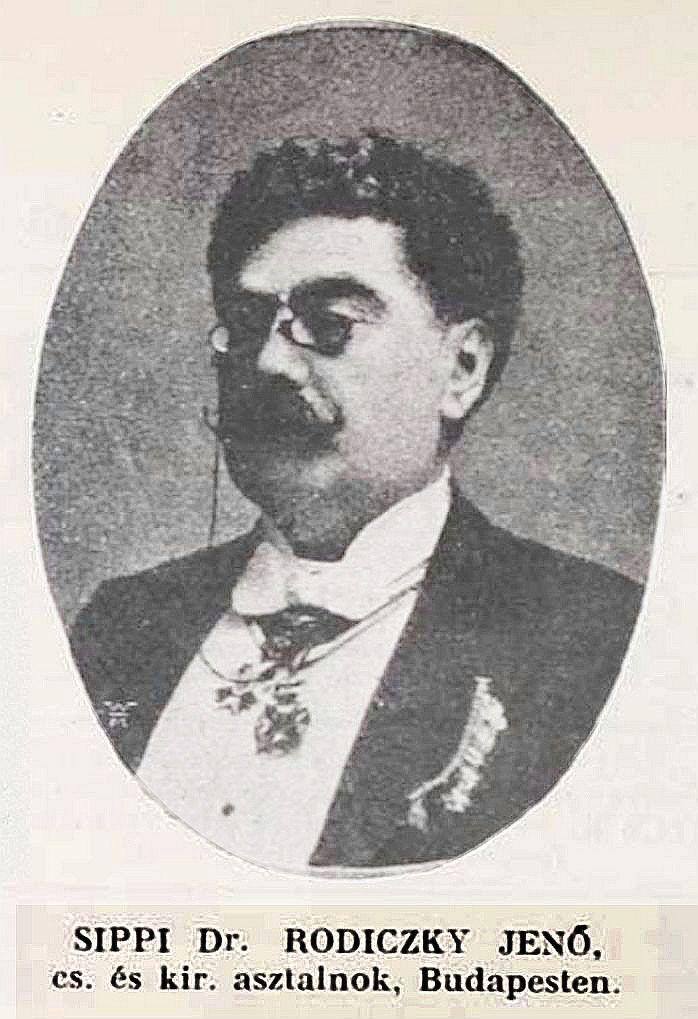
Eugen von Rodiczky

Eugen von Rodiczky (* 14. Februar 1844 in Mácsa, Komitat Arad; † 4. Januar 1915 in Alag, Komitat Pest-Pilis-Solt-Kiskun) war ein ungarischer Agrarwissenschaftler und Hochschullehrer.

## Leben
Seine Eltern waren Rudolf von Rodiczky und dessen Ehefrau Florentine von Bartossagh.
Er studierte von 1860 bis 1863 am Polytechnikum Josephinum in Budapest Ökonomie, Forstkunde, Tier- und Pflanzenkunde und war anschließend in der Verwaltung des Grafen Batthyány beschäftigt. 1865 übernahm er die Leitung zweier Wirtschaftsdistrikte der Gräfin Batthyány im Banat. 1868/69 war er Redakteur der ungarischen Zeitschrift Alföld. 1869 wurde er Dozent für Nationalökonomie und Pflanzenzüchtung an der Landwirtschaftlichen Akademie in Ungarisch-Altenburg. Im Januar 1873 wurde er von der Universität Tübingen in Abwesenheit für seine Studien über das Schwein zum Dr. oec. publ. promoviert. Im gleichen Jahr wurde er ordentlicher Professor für Nationalökonomie und Pflanzenzüchtung an der Akademie in Ungarisch-Altenburg. Von 1883 bis 1892 war er Direktor der Lehranstalt in Kaschau. Ab 1892 war er im ungarischen Ackerbauministerium in Budapest beschäftigt.
1878 organisierte Rodiczky die ungarische landwirtschaftliche Abteilung der Weltausstellung in Paris. 1896 wirkte er an der Organisation der Millenniumsfeierlichkeiten mit. 1886 war er Organisator der oberungarischen Milchwirtschafts-Ausstellung.

## Auszeichnungen
- Orden der Eisernen Krone
- Franz-Joseph-Orden
- Ritter der Ehrenlegion (1878)

## Werke
- Die Biographie der Kartoffel (Wien 1878)